# Krystio Pastuchow
Krystio Iwanow Pastuchow, bułg Кръстьо Пастухов (ur. 15 października 1874 w Sewliewie, zm. 25 sierpnia 1949 w Sliwenie) – bułgarski polityk, prawnik i dziennikarz, więzień polityczny, minister spraw wewnętrznych w 1919, deputowany do Zwyczajnego Zgromadzenia Narodowego 15. (1911-1913), 16. (1913), 17. (1914-1919), 18. (1919-1920), 19. (1920-1923), 20. (1923) i 21. (1923-1927) kadencji.

## Życiorys
W 1895 ukończył studia prawnicze w Sofii, a następnie wyjechał do Niemiec, gdzie kontynuował naukę. Po powrocie do kraju wykonywał zawód adwokata - początkowo we Wracy, a następnie w Sofii. W 1903 wstąpił do Bułgarskiej Robotniczej Partii Socjaldemokratycznej, a sześć lat później znalazł się w komitecie centralnym partii. Od 1911 zasiadał w parlamencie bułgarskim, redagując także pismo Narod.
Jego kariera polityczna uległa przyspieszeniu po klęsce Bułgarii w I wojnie światowej. W maju 1919 objął stanowisko ministra spraw wewnętrznych w rządzie Teodora Teodorowa, które sprawował przez 5 miesięcy. W dekadzie lat 30. był przeciwnikiem zbliżenia Bułgarii do Niemiec, co wyraził publicznie w lutym 1935, kierując list otwarty do cara Borysa III. Internowany na krótko na wyspie św. Anastazji powrócił na scenę polityczną w 1936 organizując porozumienie partii demokratycznych.
W okresie II wojny światowej pozostał konsekwentnym przeciwnikiem zaangażowania Bułgarii w działania wojenne, a także przeciwnikiem współpracy z Frontem Ojczyźnianym, uznając to ciało za zbyt zależne od ZSRR. Od przewrotu wrześniowego (9 września 1944), kiedy władzę objął Front Ojczyźniany działał na rzecz niezależności bułgarskich socjaldemokratów od komunistów. Od czerwca 1945 tworzył samodzielną partię socjaldemokratyczną i redagował gazetę Swoboden Narod. Jeden z jego artykułów, zamieszczony 22 lutego 1946 stał się pretekstem do jego aresztowania i skazania go na 5 lat pozbawienia wolności za prowadzenie działalności antypaństwowej i antyludowej. Karę odbywał w więzieniu w Sliwenie, gdzie został zamordowany przez więźnia Antona Popantonowa.
Był deputowanym do Zgromadzenia Narodowego w latach 1911-1927.
W styczniu 1990 został pośmiertnie zrehabilitowany.

## Dzieła
- 1913: Kto dąży do wojny
- 1929: Demokracja i dyktatura
- 1931: Pięciolatka i procesy